# Meurtres de l'université de l'Idaho de 2022
 (décembre 2022).
La mise en forme du texte ne suit pas les recommandations de Wikipédia : il faut le « wikifier ».
Les points d'amélioration suivants sont les cas les plus fréquents. Le détail des points à revoir est peut-être précisé sur la page de discussion.
- Les titres sont pré-formatés par le logiciel. Ils ne sont ni en capitales, ni en gras.
- Le texte ne doit pas être écrit en capitales (les noms de famille non plus), ni en gras, ni en italique, ni en « petit »…
- Le gras n'est utilisé que pour surligner le titre de l'article dans l'introduction, une seule fois.
- L'italique est rarement utilisé : mots en langue étrangère, titres d'œuvres, noms de bateaux, etc.
- Les citations ne sont pas en italique mais en corps de texte normal. Elles sont entourées par des guillemets français : « et ».
- Les listes à puces sont à éviter, des paragraphes rédigés étant largement préférés. Les tableaux sont à réserver à la présentation de données structurées (résultats, etc.).
- Les appels de note de bas de page (petits chiffres en exposant, introduits par l'outil «  Source ») sont à placer entre la fin de phrase et le point final[comme ça].
- Les liens internes (vers d'autres articles de Wikipédia) sont à choisir avec parcimonie. Créez des liens vers des articles approfondissant le sujet. Les termes génériques sans rapport avec le sujet sont à éviter, ainsi que les répétitions de liens vers un même terme.
- Les liens externes sont à placer uniquement dans une section « Liens externes », à la fin de l'article. Ces liens sont à choisir avec parcimonie suivant les règles définies. Si un lien sert de source à l'article, son insertion dans le texte est à faire par les notes de bas de page.
- La présentation des références doit suivre les conventions bibliographiques. Il est recommandé d'utiliser les modèles {{Ouvrage}}, {{Chapitre}}, {{Article}}, {{Lien web}} et/ou {{Bibliographie}}. Le mode d'édition visuel peut mettre en forme automatiquement les références.
- Insérer une infobox (cadre d'informations à droite) n'est pas obligatoire pour parachever la mise en page.

Pour une aide détaillée, merci de consulter Aide:Wikification.
Si vous pensez que ces points ont été résolus, vous pouvez retirer ce bandeau et améliorer la mise en forme d'un autre article.
 (décembre 2022).
 (décembre 2022).
Le contenu est difficilement compréhensible vu les erreurs de traduction, qui sont peut-être dues à l'utilisation d'un logiciel de traduction automatique.
Les meurtres de l'université de l'Idaho de 2022 concernent une affaire criminelle survenue le 13 novembre 2022 à Moscow, dans l'état de l'Idaho, aux États-Unis. Pendant la deuxième partie de la nuit, quatre étudiants de l'université de l'Idaho ont été poignardés à mort dans leur maison en location de trois étages située hors du campus. Le 30 décembre, Bryan Christopher Kohberger, âgé de 28 ans, est arrêté dans le comté de Monroe, Pennsylvanie, pour homicides volontaires et cambriolage. L'enquête a été marquée par un revirement des déclarations de la police quant à la possibilité que la population soit en danger, et un manque de progrès apparent dans la résolution du crime,.

## Contexte
Cinq étudiantes de l'université de l'Idaho vivaient dans une maison louée hors campus à Moscow, ville universitaire rurale de 25 000 habitants dans l'Idaho. Le meurtre le plus récent y avait eu lieu en 2015. Une sixième personne figurait sur le bail (Ashlin Couch) mais n'était pas à la maison au moment des meurtres. La maison de trois étages et d'une superficie de 208 mètres carrés avait six chambres à coucher : deux à chaque étage,.
Les trois femmes victimes - Madison Mogen (21 ans), Kaylee Gonçalves (21 ans) et Xana Kernodle (20 ans) - vivaient dans la maison, tandis que la quatrième victime, Ethan Chapin (20 ans), dormait avec sa petite amie, Xana Kernodle, la nuit des meurtres,. Deux autres colocataires vivaient également dans la maison - Dylan Mortensen (19 ans) et Bethany Funke (19 ans), elles n'ont pas été attaquées.

## Événements
Dans la nuit du samedi au dimanche 13 novembre 2022, quatre étudiants de l'université de l'Idaho ont été poignardés à mort dans une maison en colocation à proximité du campus et dans laquelle trois d'entre eux résidaient,,.
Plus tôt dans la soirée du samedi 12 novembre, deux des quatre victimes, Chapin et Kernodle, étaient à une fête sur le campus à la fraternité voisine Sigma Chi de 20h à 21h. Les deux sont rentrés chez Kernodle à 1 h 45,,. Le même soir, les deux autres victimes, les meilleures amies de toujours Mogen et Gonçalves, s'étaient rendues au Corner Club, un bar sportif du centre-ville situé dans les rues Main et 'A', à 22 heures, d'où elles sont parties à 1h30 du matin,,,. Une vidéo diffusée en direct de Twitch de The Grub Truck, un food truck situé à quatre pâtés de maisons au sud de Friendship Square (rues Main et Fourth), a montré Mogen et Gonçalves à 1h41 du matin, bavardant et souriant, recevant leur nourriture dix minutes plus tard, et partant pour prendre ce que la police a d'abord dit être un retour à la maison en Uber, un trajet d'environ 1,6 km. La police a ensuite reformulé sa déclaration pour dire que le trajet avait été assuré par une "partie privée", arrivant à la maison à 1h56 du matin,.
Les quatre étudiants étaient chez eux à 1 h 56,. Sept appels téléphoniques inachevés ont été passés du téléphone de Gonçalves à son ancien petit ami de longue date, Jack DuCoeur, un camarade de classe, de 2h26 à 2h52. Mogen a également appelé le petit ami trois fois avec des résultats similaires de 2h44 à 2h52. Ces appels ont fait l'objet d'une enquête , et la police a conclu qu'elle ne croyait pas qu'il était impliqué dans le crime. Kernodle a reçu une commande DoorDash à environ 4h00 du matin.
Les deux colocataires survivantes étaient rentrées chez elles à 1h00 du matin et les déclarations initiales indiquaient qu'elles étaient dans leurs lits au rez-de-chaussée de la maison au moment des meurtres. Elles n'ont pas été attaquées ni prises en otage et, selon les premières déclarations, ne se sont réveillées que plus tard dans la matinée,. Cependant, l'affidavit révèle que l'une des survivantes dormait dans sa chambre au premier étage, le même étage que Chapin et Kernodle, avant d'être réveillée par Gonçalves et son chien. Elle a par la suite entendu une de ses colocataires dire "il y a quelqu'un". La survivante pense que ces mots provenaient de Gonçalves mais les enquêteurs estiment qu'ils pourraient également provenir de Kernodle qui était sur l'application TikTok à 4h12 du matin, selon l'analyse de son téléphone portable. La colocataire survivante a ouvert sa porte deux fois en peu de temps, et la deuxième fois, a entendu ce qui ressemblait à des pleurs provenant de la chambre de Kernodle et une voix d'homme dire "c'est ok, je vais t'aider". Les caméras de sécurité à proximité de la maison ont enregistré des gémissements, un bruit sourd et un chien qui aboie plusieurs fois à approximativement 4h17. La colocataire survivante a ouvert sa porte une troisième fois et a vu "une silhouette vêtue de vêtements noirs et d'un masque qui lui recouvrait la bouche et le nez et marchant dans sa direction". L'homme, que la survivante n'a pu reconnaitre, lui est passé devant et est sorti par la porte-fenêtre de la cuisine ; on ne sait pas si l'homme a vu la survivante. Celle-ci est restée "paralysée par la peur" et s'est enfermée dans sa chambre. 
Les quatre victimes ont été poignardées à mort aux deuxième et troisième étages de la maison, dans leurs chambres respectives où elles étaient couchées. Les victimes n'étaient ni bâillonnées ni retenues, et les murs de la scène étaient ensanglantés. Mogen et Gonçalves ont été retrouvées dans la chambre de Mogen et Kernodle et Chapin dans celle de Kernodle. D'après les photos de la maison après les meurtres, on peut voir du sang s'écouler des murs extérieurs de la maison.
Aucun appel au 911 n'a été passé avant 11h58, plusieurs heures après les tueries du petit matin. L'appel, émis depuis l'intérieur de la maison sur un téléphone portable d'une des survivantes, demandait de l'aide pour une personne « inconsciente »,,,. Lorsque la police est arrivée, la porte de la maison était ouverte. Il n'y avait aucun signe d'effraction ou de dommages à l'intérieur et rien ne semblait manquer dans la maison. Les deux colocataires survivantes se trouvaient sur place lorsque la police est arrivée, ainsi que d'autres amis des victimes ; en effet, les colocataires survivantes avaient appelé des amis à la maison parce qu'elles pensaient que l'une des victimes du deuxième étage était inconsciente et ne se réveillait pas. L'identité de l'appelant du 911 n'a pas été divulguée et la personne n'a pas été considérée comme un suspect.
Les quatre victimes ont été déclarées décédées à midi. Les enquêteurs pensent que les meurtres ont été commis entre 4h00 et 4h25 du matin. Cette nuit-là, des officiers sont tombés sur le chien de Gonçalves, qu'elle partageait avec Jack DuCoeur, vivant et indemne à la maison; il a finalement été remis à ce que la police a qualifié de "partie responsable",.

## Victimes
Quatre étudiants ont été tués : Ethan Chapin, 20 ans, de Conway, Washington ; Kaylee Gonçalves, 21 ans, de Rathdrum, Idaho ; Xana Kernodle, 20 ans, de Avondale, Arizona (qui a par la suite vécu à Post Falls, Idaho) ; et Madison "Maddie" Mogen, 21 ans, de Coeur d'Alene, Idaho. Chapin était un étudiant de première année, Kernodle était un junior et Gonçalves et Mogen étaient toutes deux des seniors. Toutes les victimes faisaient également partie de la vie grecque de l'université, avec Chapin membre de Sigma Chi, Gonçalves membre d'Alpha Phi et Kernodle et Mogen membres de Pi Beta Phi.

## Conséquences
Dimanche soir, l'université a annulé les cours du lundi 14 novembre; elle a également prévu une veillée aux chandelles sur la pelouse du bâtiment administratif le mercredi 16 au soir, puis l'a reportée de deux semaines. Lors de la découverte des meurtres, les enquêteurs avaient initialement dit qu'il n'y avait pas de risque pour la communauté. Cependant, trois jours plus tard, le chef de la Police de Moscow, James Fry, annonçait "on ne peut pas dire qu'il n'y ait pas de menace pour notre communauté".  
Les vacances d'automne devaient commencer le vendredi 18 novembre et les cours devaient reprendre le lundi 28 novembre. De nombreux étudiants et autres résidents de Moscow, ne faisant pas confiance aux déclarations initiales de la police et craignant pour leur propre sécurité, ont commencé un exode précoce des vacances de Thanksgiving, tandis que ceux qui sont restés étaient anxieux et prudents, et un certain nombre de professeurs ont annulé leurs cours,,. En raison de problèmes météorologiques, la veillée aux chandelles a été déplacée à l'intérieur du Kibbie Dome et s'est tenue dans la soirée du mercredi 30 novembre.
Les parents de Gonçalves et Chapin ont critiqué le fait que peu d'informations ait été données par la Police et l'Université aux familles des victimes. Des TikTokers, médiums et autres utilisateurs de réseaux sociaux ont commencé à spéculer et à diffuser des rumeurs ou des fausses informations sur les réseaux sociaux. En retour, la police de Moscow a critiqué les détectives amateurs d'Internet, les accusant de créer de fausses rumeurs et de perturber l'enquête et a dit dans un communiqué de presse du 2 décembre "il y a de la spéculation, sans données factuelles, qui nourrit les peurs de la communauté et contribue à répandre de fausses informations". Le capitaine de la police de Moscow, Roger Lanier, a dit "Repérer ces rumeurs et les étouffer est une distraction énorme... Nous ne révélons pas certains détails afin de ne pas compromettre l'enquête". 
La police de Moscow a également prévenu que "les personnes qui harcelaient ou menaçaient ceux potentiellement impliqués dans cette affaire pourraient faire l'objet d'accusations pénales".

## Enquête
L'enquête sur les meurtres est menée par la police de Moscow (qui comptait dans ses effectifs quatre détectives et 24 patrouilleurs travaillant dessus), appuyée par la police d'État de l'Idaho (20 enquêteurs, 15 soldats et un service médico-légal et une scène de crime mobile équipe), le FBI (22 enquêteurs, 20 agents affectés et 2 unités d'analyse du comportement) et le bureau du shérif du comté de Latah,,. Au total, près de 130 membres des forces de l'ordre de trois agences différentes ont commencé à travailler sur l'affaire. Une ligne téléphonique et un e-mail ont été créés pour que les étudiants et d'autres personnes puissent soumettre des preuves potentielles aux autorités. Au 5 décembre, il a été signalé qu'il y avait eu plus de 2 600 conseils par courrier électronique, 2 700 appels téléphoniques et 1 000 soumissions de médias numériques du public à ces lignes de conseils,.
Le coroner du comté de Latah a effectué des autopsies sur les quatre victimes le 17 novembre. Elle a dit qu'ils semblaient tous avoir été poignardés plusieurs fois (avec des blessures mortelles à la poitrine et au haut du corps) avec un grand couteau (sinon le même couteau, des couteaux très similaires). Au moins une victime (avec ce qui était apparemment des coups de couteau défensifs sur ses mains) et peut-être plus semblent avoir tenté de repousser leur agresseur, et que les victimes ont peut-être été attaquées alors qu'elles dormaient dans leur lit,,. Aucun n'a montré de signes d'agression sexuelle et des rapports de toxicologie sont en attente. Les quatre décès ont été considérés comme des homicides par arme blanche. Ils n'étaient ni attachés ni bâillonnés. Aucune arme n'a été retrouvée, bien que la police pense que le ou les tueurs ont utilisé un couteau à lame fixe,.
Aucun suspect ou motif n'a été annoncé et il n'y a eu aucune arrestation. La police a cependant exclu : (a) un camarade de classe portant un sweat à capuche blanc vu dans la séquence vidéo parlant à Mogen et Gonçalves près du food truck ; (b) la personne qui a ramené Mogen et Gonçalves chez eux; (c) les deux colocataires survivants, qui étaient à la maison pendant les meurtres ; et (d) l'ancien petit ami de longue date de Gonçalves qu'elle et Mogen avaient appelé dix fois au total cette nuit-là,,,. Les autorités ont laissé ouverte la possibilité qu'il y ait plus d'un auteur. Lors d'une conférence de presse le 23 novembre, le chef de la police de Moscow a déclaré que les autorités avaient reçu un certain nombre d'informations, notamment que Gonçalves aurait eu un harceleur, mais n'étaient pas en mesure de vérifier cette affirmation ou d'identifier une telle personne à ce moment-là.

## Réponse
L'incident a été marqué par un renversement des déclarations de la police quant à savoir si la communauté pourrait être à risque, et un manque apparent de progrès dans la résolution du crime,. Dès le jour des tueries, les enquêteurs ont d'abord déclaré qu'il n'y avait aucun risque pour la communauté. Trois jours plus tard, cependant, le chef de la police de Moscow, James Fry, a déclaré : "Nous ne pouvons pas dire qu'il n'y a pas de menace pour la communauté".
En raison de la lenteur de la diffusion des détails sur le crime au public, certains ont commencé à spéculer et à diffuser des informations erronées sur l'affaire sur les réseaux sociaux. Trois jours après la tuerie, le père d'Ethan Chapin s'est exprimé sur le manque d'informations de l'Université de l'Idaho et de la police locale, soulignant la propagation de rumeurs due au silence des responsables. Le père de Kaylee Gonçalves a parlé du manque d'information de la police aux familles des victimes environ 11 jours après l'attaque, en disant : « Ils sont tellement vagues dans toutes leurs déclarations, et ensuite ils révèlent les faits lentement plus tard, jusqu'à ce que vous trouviez la vérité ».

## Arrestation d'un suspect
Un suspect, Bryan Kohberger, est arrêté le 30 décembre 2022. Cet étudiant de 28 ans effectuait un doctorat (PhD) en criminologie après avoir obtenu un diplôme d'études supérieures en psychologie en 2018.
De nombreuses zones d'ombre subsistent encore, comme les liens que ce dernier aurait pu avoir avec les victimes, ou bien son mobile.
Une première audience est prévue au 26 juin 2023 ; Kohberger clame son innocence.

### Profil du suspect
Dans des messages publiés sur des forums et envoyés à certains de ses amis lorsqu'il était adolescent, Bryan Kohberger fait état de ses troubles mentaux : pensées suicidaires, anxiété, déréalisation, apathie ; il fait par ailleurs preuve d'une grande fascination pour la criminologie.